# Dulé Hill
Karim Dulé Hill (East Brunswick, 3 de maio de 1975), ou simplesmente Dulé Hill, é um ator e dançarino de sapateado norte-americano.
Conhecido por sua atuação no seriado drámatico americano, produzido pela NBC, The West Wing como o ajudante pessoal do presidente Charlie Young e como o vendedor de remédios e detetive particular Burton "Gus" Guster na comédia-dramática Psych, produzido pela Universal Channel.
Em 2002, foi indicado ao Emmy Awards por sua atuação em dois episódios da telessérie The West Wing.

## Biografia
Nascido na região de East Brunswick, Nova Jersey, é filho de jamaicanos, Jennifer e Bertholomu Hillshire (ele diminuiu seu sobrenome para Hill depois do casamento). Ele começou a estudar ballet ainda pequeno. Se formou na escola Sayreville War Memorial High School em 1993.
Casou-se em julho 2004 com a atriz Nicole Lyn. Dulé Hill entrou com pedido de separação judicial em 2012 citando diferenças irreconciliáveis .

## Inicio da carreira
Em 1985, 10 anos Dulé realizou um número de sapateado no telethon MDA. Seu primeiro papel no cinema, veio em 1993, durante seu segundo ano do ensino secundario (High School). Durante seu tempo na Seton Hall, ele foi escalado para um papel de protagonista em Bring in 'da Noise, Bring in' da Funk na Broadway.
Em 1999 Dulé Hill fica conhecido por fazer o papel de Charlie Young na serie The West Wing e no mesmo ano participou no filme Ela é de Mais.
Em 2006-2014 Dulé Hill fica conhecido por interpretar Burton Guster "Gus" na série Psych uma série norte-americana criada por Steve Franks e transmitida originalmente pelo canal USA Network com 8 temporadas incluindo um filme musical de 2 horas. Mesmo até após o fim da série em março de 2014 a comunidade online de fãs continua extremamente ativa.
Agora Dulé Hill interpreta Larry Siefert, um executivo com o Miami Dolphins na série Ballers uma comédia americana que fez estreia no dia 10 de julho de 2015 até ao presente e já conta com uma temporada realizada com 10 episódios.